# Adelheidring 15

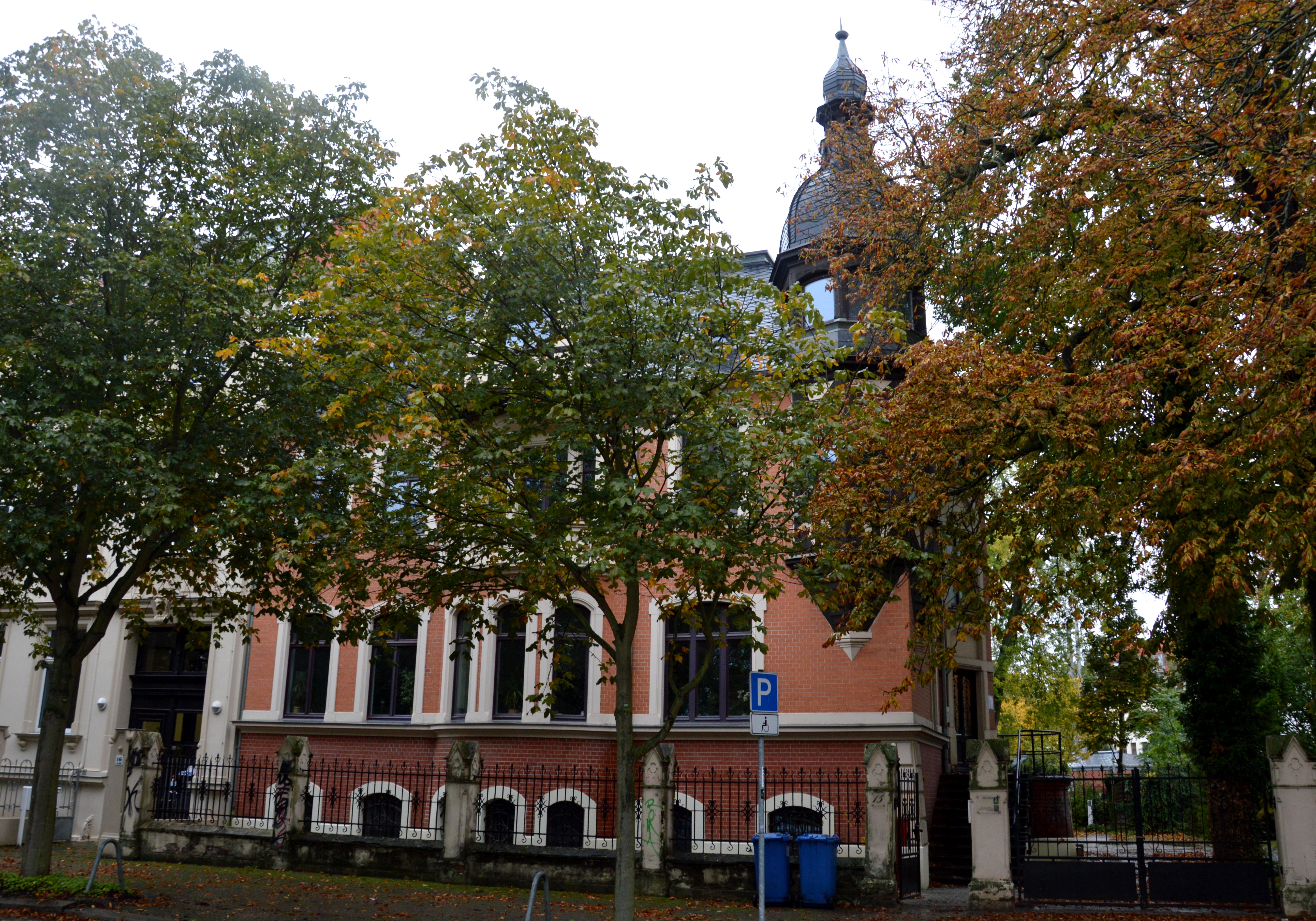
Haus Adelheidring 15

Das Haus Adelheidring 15 ist ein denkmalgeschütztes Wohnhaus in Magdeburg in Sachsen-Anhalt.

## Lage
Es befindet sich im Magdeburger Stadtteil Stadtfeld Ost auf der Westseite der Straße Adelheidring. Südlich grenzt das gleichfalls denkmalgeschützte Haus Adelheidring 16 an.

## Architektur und Geschichte
Das zweigeschossige Ziegelgebäude entstand im Jahr 1896 nach Plänen der Architekten Cornelius und Jaehn für den Kaufmann Paul Meyer, dem ein Dampfwalzenbetrieb gehörte. Der repräsentativ gestaltete Bau ist in Form einer Villa im Stil des Späthistorismus ausgeführt. An der nordöstlichen Ecke des Hauses befindet sich ein polygonaler, in Fachwerkbauweise errichteter Eckturm. Er ist mit einer hohen geschweiften Haube bekrönt. Straßenseitig tritt aus der Fassade ein runder Erker hervor. Er ist mit einer Loggia versehen und verfügt über eine aus Maßwerk gefertigten Brüstung. Oberhalb  des Erkers befindet sich ein Fachwerkgiebel.
Der Vorgarten des Grundstücks ist mit einer originalen Einfriedung versehen.
Das malerisch anmutende Gebäude gilt als nördlicher Kopfbau der Häuserzeile als städtebaulich bedeutsam und für die Zeit typisches herrschaftliches Wohnhaus.
Im örtlichen Denkmalverzeichnis ist das Wohnhaus unter der Erfassungsnummer 094 82652 als Baudenkmal verzeichnet.